# Luigi Picchianti
Luigi Picchianti (Firenze, 29 agosto 1786 – Firenze, 19 ottobre 1864) è stato un chitarrista e critico musicale italiano.

## Biografia
Luigi Picchianti è stato uno noto musicista dell'Ottocento italiano, si interessò alla musica e iniziò a studiare la chitarra, strumento che sarebbe diventato il suo principale mezzo di espressione artistica. Luigi Picchianti fu insegnante di chitarra e composizione e storia ed estetica musicale prima all'Accademia delle Belle Arti, poi, già anziano, al Regio Istituto Musicale.
Picchianti si distinse sin da subito per le sue doti di virtuosismo musicale e presto si fece strada come chitarrista e compositore, esibendosi in importanti salotti letterari e musicali di Firenze e di altre città italiane. Tuttavia, la passione di Picchianti per la musica non si limitò alla sola esecuzione e alla composizione. Egli infatti si dedicò anche alla ricerca storica e musicologica, diventando uno dei maggiori esperti dell'antica musica italiana e contribuendo in modo significativo alla conoscenza della musica del passato. Picchianti pubblicò diversi libri e saggi sulla musica antica e contemporanea e fu anche un importante critico musicale, collaborando con importanti riviste specializzate dell'epoca come la Gazzetta Musicale di Milano. Grazie alla sua competenza musicale e alle sue conoscenze storiche, egli fece molto per riscoprire e valorizzare alcune importanti opere musicali dell'antichità.

## Pubblicazioni
- Disma Ugolini: biografia, Firenze, Bratti, (1840)[4]
- Notizie della vita e delle opere di Luigi Cherubini, Firenze (1843)
- La scienza dell'armonia e le regole dell'accompagnamento, Saggio di studi ai composizione musicale... , Firenze (1852)